# Obsidian Entertainment
Obsidian Entertainment è un'azienda statunitense dedita allo sviluppo di videogiochi, con sede nella città di Santa Ana (California), fondata nel 2003 da Feargus Urquhart, Chris Avellone, Chris Parker, Darren Monahan e Chris Jones in seguito allo smembramento di Black Isle Studios, una sussidiaria di Interplay.
Nel novembre 2018 lo studio è stato acquisito da Microsoft ed è diventato parte degli Xbox Game Studios, i nuovi titoli Obsidian sono tutti disponibili al lancio su Xbox Game Pass.

## Storia
Gli uomini chiave di Black Isle Studios, prima di fondare Obsidian, hanno lavorato a molti giochi di ruolo tra cui Icewind Dale, Planescape: Torment e Fallout 2. Hanno inoltre collaborato con BioWare per Neverwinter Nights, Baldur's Gate e Baldur's Gate II: Shadows of Amn.
Nonostante i successi commerciali e di critica, la situazione finanziaria di Interplay non era delle migliori, questo ha portato alla perdita della licenza di Dungeons & Dragons sulla quale era basato Baldur's Gate III:The Black Hound, gioco in sviluppo per un anno e mezzo e poi cancellato.
I primi due giochi di Obsidian sono seguiti dei prodotti creati da BioWare, Star Wars: Knights of the Old Republic II: The Sith Lords nel 2004 e Neverwinter Nights 2 nel 2006, a cui seguirono le due espansioni Neverwinter Nights 2: Mask of the Betrayer nel 2007 e Neverwinter Nights 2: Storm of Zehir nel 2008.
Un possibile seguito dei due giochi RPG appartenenti alla saga Knights of the Old Republic di Guerre stellari, Knights of the Old Republic III, sarebbe nei piani della compagnia, qualora LucasArts decidesse di contattarli per lo sviluppo.
Il 23 marzo 2006 viene annunciato lo sviluppo di una nuova IP, pubblicata da SEGA, con il nome in codice Project Georgia; il videogioco uscirà nel 2010 con il titolo Alpha Protocol.
Il 20 aprile 2009 Bethesda Softworks annuncia che uno spin-off della celebre saga Fallout, Fallout: New Vegas, verrà sviluppato da Obsidian e pubblicato l'anno seguente.
Nel 2012 viene confermato un nuovo progetto, intitolato inizialmente Project X e successivamente Project Eternity, privo di publisher e quindi da finanziare interamente tramite crowdfunding. La campagna si svolse sulla piattaforma Kickstarter e ricevette finanziamenti per poco meno di quattro milioni di dollari, con oltre settantamila finanziatori. Il gioco così realizzato, chiamato Pillars of Eternity, è uscito per Microsoft Windows nel 2015 riscuotendo un ottimo successo da parte di pubblico e critica specializzata e ottenendo un metascore di 89 su 100.

## Videogiochi
- Star Wars: Knights of the Old Republic II: The Sith Lords (2004)
- Neverwinter Nights 2 (2006)
- Alpha Protocol (2010)
- Fallout: New Vegas (2010)
- Dungeon Siege III (2011)
- South Park: Il bastone della verità (2014)
- Pillars of Eternity (2015)
- Skyforge (2015)
- Tyranny (2016)
- Pillars of Eternity II: Deadfire (2018)
- The Outer Worlds (2019)
- Grounded (2020)
- Pentiment (2022)
- Avowed (2025)
- The Outer Worlds 2 (2025)